# Renfe WL26x-7100
Les voitures-lits WL26x-7100 de la Renfe, inscrites à la série 7000, sont issues de la transformation en 1988 et 1989 d'anciennes voitures BB 8500 de type UIC-X.

## Caractéristiques
Profondément modifiées, elles ont été aménagées avec 13 cabines de 2 lits et 1 douche par cabine.
Elles forment une série de 40 voitures :
- WL26x-7100 de numéro UIC 50 71 79-78 101 à 140.

En 1994, elles ont été équipées de bogies Gran Confort (GC) de la Caf, ce qui les rend aptes aux 160 km/h.
Elles ont pris les livrées Estrella, dite « Danone » et dite « Pantone ».